# Mullvadsspindel
Mullvadsspindel (Arctosa lutetiana) är en spindelart som först beskrevs av Simon 1876.  Mullvadsspindel ingår i släktet Arctosa och familjen vargspindlar. Arten är reproducerande i Sverige. Inga underarter finns listade i Catalogue of Life.